# ماتئو ۲۶۸۰
سیارک ۲۶۸۰ (به انگلیسی: 2680 Mateo، نامگذاری:1975NF) دو هزار و ششصد و هشتادمین سیارک کشف شده‌است که در ۱ ژوئیه ۱۹۷۵ کشف شد.
قدر مطلق سیارک برابر ۱۳٫۵۰ است.